# コール・ストレンジ
デビン・コール・ストレンジ（Devin Cole Strange、1998年7月31日 - ）は、アメリカ合衆国テネシー州ノックスビル出身のアメリカンフットボール選手。ポジションはオフェンシブガード（OG）。NFLのニューイングランド・ペイトリオッツに所属している。

## 大学入学以前
ストレンジはテネシー州ノックスビルで育ち、ファラガット高校に通っていた。彼は主に高校時代、ディフェンシブエンドをプレーしており、103.5タックル（18ロスタックル）、7.5サックを記録し、シニアイヤー生としてノックスビル・インタースコラスティックリーグ・ディフェンシブプレーヤー・オブ・ザ・イヤーに選ばれた。ストレンジは2つ星の新人と評価され、当初はテネシー大学チャタヌーガ校でカレッジフットボールをプレーすることを明らかにしていたが、後に空軍士官学校でプレーする意向を明らかにした。

## 大学時代
ストレンジは、空軍士官学校から転校したのち、テネシー大学でレッドシャツ生としてフレッシュマンイヤーを過ごした。レッドシャツのフレッシュマンイヤーに、彼は10試合に出場し、左ガードとして6試合に先発出場した。ストレンジは、レッドシャツの2年目シーズンにに11試合すべてを左ガードで先発出場し、オールサザンカンファレンス（SoCon）のセカンドチームに指名された。
ストレンジは5試合中4試合を左ガードで先発し、レッドシャツのシニアシーズン中にオールサザンカンファレンスで最高のブロッカーとしてジェイコブス・ブロッキング賞を受賞した。彼は、コロナウイルスのパンデミックにより、2020年シーズンにプレーした大学アスリートに付与された追加のプレー資格を利用し、6シーズン目にもチャタヌーガ校に戻ることを決めた。2021年、ストレンジはオールサザンカンファレンスの先発メンバーに選ばれ、ジェイコブス・ブロッキング賞を2年連続で獲得した。大学でのキャリアを終えた後、彼は2022年のシニアボウルでプレーした。

## プロキャリア

### ニューイングランド・ペイトリオッツ
| 身長                        | 体重            | 腕 の 長 さ   | 手 の 大 き さ    | 40Yrd ダ ッ シ ュ | 10Yrd ス プ リ ッ ト | 20Yrd ス プ リ ッ ト | 20Yrd シ ャ ト ル | 3 コ 丨 ン ド リ ル | 垂 直 跳 び     | 立 ち 幅 跳 び      | ベ ン チ プ レ ス |
| --------------------------- | --------------- | ------------- | ----------------- | ----------------- | -------------------- | -------------------- | ----------------- | ------------------- | --------------- | ------------------- | ----------------- |
| 6 ft 4+7⁄8 in (195 cm)      | 307 lb (139 kg) | 33 in (84 cm) | 10+1⁄8 in (26 cm) | 5.03 s            | 1.71 s               | 2.89 s               | 4.50 s            | 7.44 s              | 28.0 in (71 cm) | 10 ft 0 in (3.05 m) | 31 回             |
| All values from NFL Combine |                 |               |                   |                   |                      |                      |                   |                     |                 |                     |                   |

2022年のNFLドラフトで1巡目全体29位指名をされ、ニューイングランド・ペイトリオッツに入団した。
2023年シーズン第15週のカンザスシティ・チーフス戦で膝に大けがを負い、翌2024年の11月にようやく練習を再開するに至った。2024年シーズン終盤に試合に復帰した。
2025年4月30日、チームから5年目の契約オプションを破棄された。

## 私生活
ストレンジは心理学の学士号を取得している。彼は現在、NFL選手として選手生活を送る傍ら、テネシー大学チャタヌーガ校のオンライン講義で工学管理の修士課程に取り組んでいる。